# Anja Silja
Anja Silja Regina Langwagen (Berlim, 17 de abril de 1940) é uma soprano alemã conhecida pela sua habilidade como cantora-atriz e pelo seu vasto repertório.
Anja Silja começou sua carreira operística muito cedo, com seu avô, Egon Friedrich Maria Anders van Rijn como seu professor de canto. Cantou a parte de Rosina em O Barbeiro de Sevilha de Rossini em Braunschweig em 1956, seguindo com Carmen de Bizet e Ariadne de Naxos. A importante parte da sua carreira começou em 1959, quando ela interpretou a Rainha da Noite em A Flauta Mágica de Mozart na Ópera Estatal de Viena, sob a batuta de Karl Böhm. Ela foi consagrada imediatamente como a "segunda Maria Callas". Outras óperas em que ela participou são Il Trovatore de Giuseppe Verdi, Cavalleria Rusticana de Pietro Mascagni, Os Contos de Hoffmann de Offenbach, O Rapto do Serralho e Così fan Tutte de Mozart.
Depois de sua estreia no Festival de Bayreuth em 1960, como Senta em O Holandês Voador, ela começou a ter relações com o diretor de cena Wieland Wagner. Em Bayreuth ela também cantou nas óperas Lohengrin, Thannhäuser, Die Meistersinger, Das Rheingold e Siegfried, entre outras. Fora de Bayreuth, a soprano apareceu nas produções de Wieland Wagner, que foram: Salome, Tristan und Isolde, Die Walküre, Siegfried, Fidelio, Elektra, Otello, Lulu, Wozzeck e outras óperas.
Com a morte de Wieland Wagner em 1966, Silja se associou ao maestro André Cluytens, adicionando assim, novos papéis a seu repertório, como papeis das óperas Aufstieg und Fall der Stadt Mahagonny, Macbeth, La Traviata, Turandot, The Telephone, Les Troyens e The Fiery Angel.
Ela se apresentou em Frankfurt, Toulouse, Paris, Turim, Nápoles, Stuttgart, Zurique, Barcelona, Gênova, Budapeste, Londres, São Francisco e chicago.
Sua primeira Lady Macbeth foi em 1967 sob a batua de Christoph von Dohnányi, com quem teve relações, incluindo um casamento que resultou em três filhos. Eles se divorciaram na década de 1990, durante o madato de Dohnányi na Orquestra de Cleveland.
Silja continuou sua carreira com aparições em Trieste, Festival de Edimburgo, Festival de Salzburgo, Barcelona, Metropolitan Opera, Paris, Berlim, Cologne, Viena e Bruxélas. Adicionando papéis das óperas de The Makropoulos Case, La Forza del Destino, Médée, Die Lustige Witwe, Carmen, La Juive, Katya Kabanova, Tosca], Eugene Onegin e Die Königen von Saba ao seu já extenso repertório.
Na década de 1980 Anja adicionou Lady Macbeth do Distrito de Mtsensk, La Cubana, Lear, Die Fledermaus, Jenùfa, Der feme Klang e Die Frau ohne Schatten ao seu repertório.
Silja fez a sua estreia como diretora de cena em 1990 em Bruxelas com a ópera Lohegrin. Nessa época ela se apresentou nas óperas The Bassarids, Lohegrin, Salome, Die Sieben Todsünder, Elektra, Dialogues des Carméliter, La voix Humaine, Pierrot lunaire, Blueberard, Lulu, Osud, Pique-dame e Hänsel und Gretel. Também nessa época ela se apresentou em Cleveland, Boston, Madri, Leipzig, Praga e no Rio de Janeiro.
Anja se apresentou sob a batuta de muitos célebres maestros, como por exemplo: Riccardo Muti, Julius Rude, Sir Georg Solti, Christoph von Dohnányi, Pierre Boulez, André Cluytens, Karl Böhm, entre outros. 
Em 2001 Anja gravou Jenùfa no Covent Garden, ganhando um Grammy.
Em 2009 ela se apresentou com a ópera Pique-Dame em Berlim e Erwartung em Leipzig. Atualmente ela mora em Paris.